# 鄭州戰鬥 (國軍內戰)
鄭州戰鬥發生於1929年10月18日－24日，地點則是在中國豫北一帶，是國民革命軍內部所發生的內戰戰鬥之一。鄭州戰鬥的交戰雙方，一方為第五路軍，另一方為西北軍。